# 环球集团
环球集团（葡萄牙語：Grupo Globo），曾名“环球机构”（葡萄牙語：Organizações Globo），是拉美地区最大的传媒集团。该集团由罗伯托·马里尼奥于1925年在巴西里约热内卢州里约热内卢创立。环球集团也曾经涉足食品、房地产和金融市场产业。

## 历史
该集团的第一份产业是报纸《晚报》。随着这份晚报的成功，老马里尼奥于1925年又推出一份早报《环球报》。但在《环球报》成立几周后，老马里尼奥突然死亡，他的儿子罗伯托·皮萨尼·马里尼奥成为公司主管。罗伯托·马里尼奥致力于集团发展媒体业务，并于1944年開播了环球电台（Radio Globo）。直到集团在1965年開播环球电视台，这个全球第二大商營电视台，集团才在巴西全国范围内得到承认。